# Cryptaspasma brachyptycha
Cryptaspasma brachyptycha es una especie de polilla del género Cryptaspasma, categorizada en la tribu Microcorsini, de la subfamilia Olethreutinae.

## Distribución
Se distribuye por Sri Lanka.

## Taxonomía
Fue descrita por Meyrick en 1911 y publicada en (Eucosma), Proc. Linn. Soc. N. S. W. 36: 246.